# Paul Pau
Ne doit pas être confondu avec Pol Pot.
Pour les articles homonymes, voir Pau (homonymie).
Paul Pau, né le 29 novembre 1848 à Montélimar (Drôme) et mort le 2 janvier 1932 à Paris, est un général français, grand-croix de la Légion d'honneur et médaillé militaire.

## Biographie

### Famille
Paul Marie César Gérald Pau est né à Montélimar le 29 novembre 1848, de Vital Esprit Césaires Pau, capitaine au 68e régiment d'infanterie et Louise Pétronille Eyma Alléaume. 
Il épouse le 7 aout 1884 Marie Henriette de Guntz, inspectrice des hôpitaux militaires, avec qui il a deux enfants : Roland et Marie-Edmée.

### Formation
Il étudie au Prytanée national militaire puis à la corniche Drouot du lycée de Nancy. En 1867, il intègre la promotion Mentana de Saint-Cyr. Classé 60e sur 259, il sort de l'école en 1869 dans l'infanterie. 

### Guerre de 1870
Sous-lieutenant le 1er octobre 1869 au 78e régiment d'infanterie, il est blessé à la cuisse gauche le 6 aout 1870 et mutilé le même jour à la bataille de Frœschwiller, la main droite emportée. Malgré sa blessure, il sert pendant cette guerre, dans les armées de province et est nommé lieutenant le 26 octobre 1870 puis capitaine le 8 novembre, à moins de vingt-deux ans. Il termine le conflit au 63e régiment d'infanterie de marche. 

### Commune de Paris
Affecté au 135e régiment d'infanterie, le capitaine Pau participe à la campagne contre la Commune de Paris du 16 mai au 7 juin 1871. Peu après, il est fait chevalier de la Légion d'honneur le 24 juin 1871. 

### Officier dans l'infanterie
Il est maintenu capitaine à la date de sa nomination par la commission de révision des grades du 26 février 1872. Transféré au 120e régiment d'infanterie le 1er mai 1872, il y fait fonction de capitaine adjudant-major à partir du 30 mars 1875. Le major Pau passe au 77e régiment d'infanterie le 9 mars 1881. 
Il est nommé chef de bataillon le 28 février 1882. Il devient commandant du 23e bataillon de chasseurs à pied le 6 septembre 1883.
Il fait campagne en Algérie du 15 janvier 1885 au 11 septembre 1886.
Le 31 octobre 1888, une chute de cheval en service commandé le blesse au pied droit.
Il est nommé lieutenant-colonel au 117e régiment d'infanterie le 15 avril 1890, puis colonel au 45e régiment d'infanterie le 2 octobre 1893. Le colonel Pau prend le commandement du 54e régiment d'infanterie le 11 octobre 1894. 
Il est nommé général de brigade le 12 juillet 1897.

### Commandant de corps d'armée
En 1903, il est nommé général de division et de 1906 à 1909, il commande le 16e puis le 20e corps d'armée.

### Conseil supérieur de la guerre
Il est membre du Conseil supérieur de la guerre de 1909 à 1913.
En 1911, il refuse de devenir chef d'état-major, en partie à cause de son âge mais surtout parce qu'on lui refuse le droit de nommer les généraux sans contrôle du gouvernement. Il passe au cadre de réserve en 1913.
Cette année-là, il est chargé de l'enquête sur la vague de rébellion dans les casernes contre la loi des trois ans. Très rapidement, il en attribue la responsabilité à la propagande antimilitariste. Il s'ensuit une vague de répression contre la Confédération générale du travail (CGT) et les anarchistes.
Il est promu grand-croix de la Légion d'honneur le 10 juillet 1913, avant de recevoir la médaille militaire le 6 décembre de la même année.

### Première Guerre mondiale
Lorsque la Première Guerre mondiale éclate en 1914, le général Joffre, commandant en chef des troupes françaises, sort le général Pau de sa retraite pour lui confier l'armée d'Alsace qui doit participer aux offensives prévues par le Plan XVII, pour récupérer l'Alsace-Lorraine. Malgré ses succès en Alsace, Pau doit battre en retraite à cause des défaites de Lorraine à Morhange et à Sarrebourg. Quand Joffre comprend que les chances d'une victoire rapide en Alsace se sont envolées et que la France est à présent menacée par une défaite rapide, l'armée commandée par Pau est dissoute et ses hommes envoyés au nord avec la  VIe Armée pour participer à la première bataille de la Marne.
Il débute ensuite une carrière diplomatique en septembre 1914 en qualité de conseiller militaire auprès du roi des Belges à Anvers. Il réussit à convaincre celui-ci d'abandonner la position fortifiée d'Anvers pour rejoindre les forces alliées dans les Flandres. Mais il fait la promesse imprudente que l'armée belge pourrait souffler après la retraite. Lorsque les Allemands s'acharnent à forcer l'Yser, le général Foch rencontre des difficultés pour faire admettre à Albert Ier l'obligation de s'engager à fond et l'impossibilité de tenir la promesse.
De février à avril 1915, le général Pau effectue une mission dans les Balkans puis en Russie. En novembre 1915, il prend le commandement de la mission militaire française auprès du grand quartier général russe. Il est remplacé par le général Maurice Janin le 19 avril 1916.
La guerre n'est pas encore terminée quand le général Pau est envoyé en Australie. Il est absent plus d'un an, du 13 juillet 1918 au 1er août 1919. La patriote française installée en Australie, Augustine Soubeiran revient avec la mission diplomatique du général Pau pour faire part aux Australiens des « remerciements sincères et déchirants de mon peuple ». À son retour en France, il est cité par le ministre de la Guerre à l'ordre de l'armée française, comme « ayant rendu à la cause commune les plus éminents services » (10 novembre 1920).

### Après le conflit

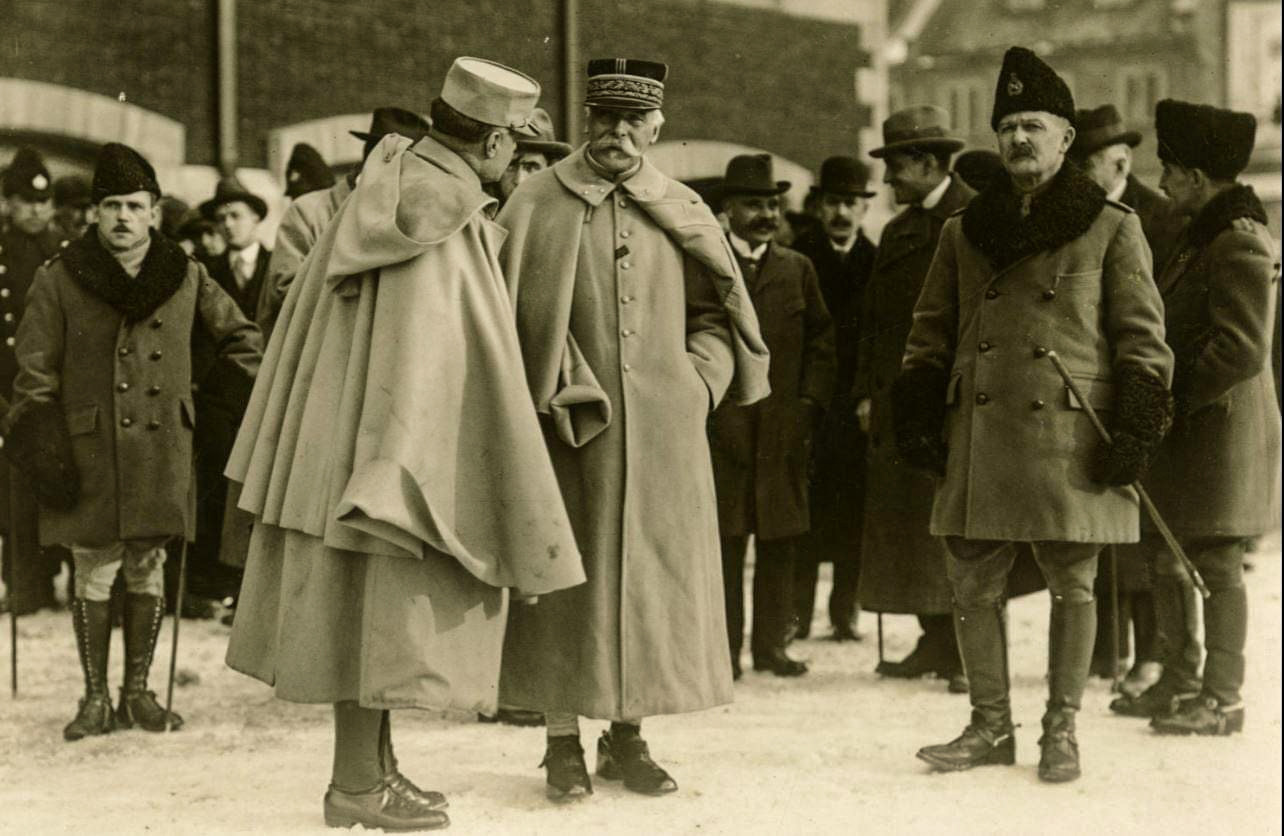
Visite du général français Paul Pau à Québec, mars 1919. En compagnie du colonel D'André de la mission française et du brigadier général Joseph Philippe Landry.

Il est président de la Société de Secours aux blessés militaires (SSBM), la plus ancienne des trois branches de la Croix-Rouge française, et à ce titre président du Comité central de cette dernière association, de 1918 à 1932. Il préside aussi l'Union fraternelle des blessés de guerre, fondée en 1916 avec Pierre Bouloumié. 
Le 4 mars 1919, il est invité à l'Assemblée législative du Québec. À la suite d'un discours de Joseph-Édouard Perrault en son honneur, le général Pau se rend au pupitre de Perrault, lui serre la main et prononce quelques mots, en violation des règles de la Chambre selon L'Événement. Ces quelques paroles ont été inscrites dans le journal de l'Assemblée.
En mai 1920, il est nommé membre du comité directeur de la Ligue des patriotes présidée par Maurice Barrès.
Il meurt à Paris le 2 janvier 1932 et est inhumé dans le « caveau des gouverneurs » de l'Hôtel des Invalides.

## Écrits
- Les relations économiques de la France et de la Nouvelle-Zélande : mission française (janvier 1919), Paris, Lahure, 1919, 98 p.

## Distinctions

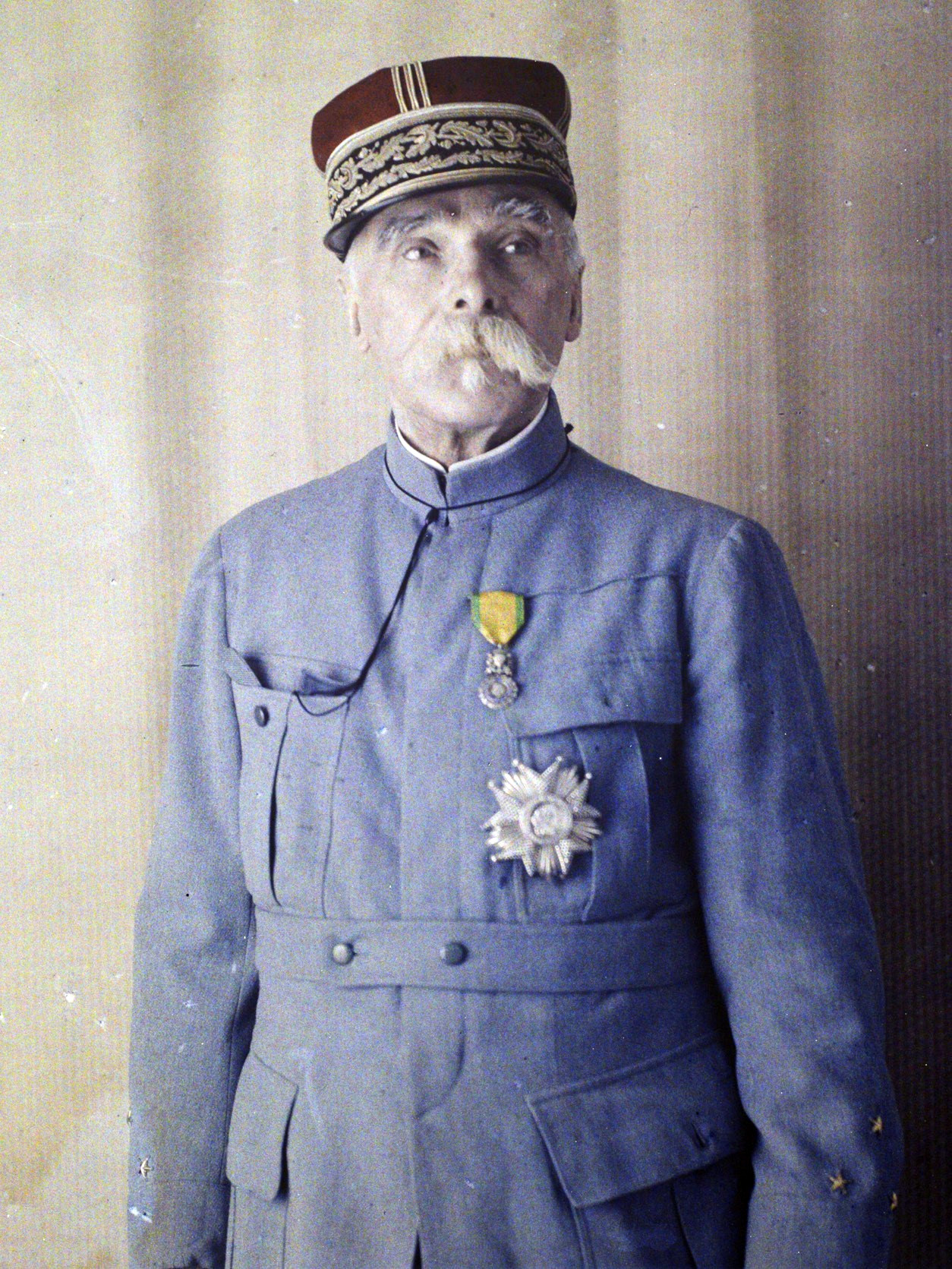
Paul Pau, 1920, Légion d'Honneur et médaille militaire, autochrome d'Auguste Léon.

- Médaille militaire (6 décembre 1913)
- Grand-croix de la Légion d'honneur (10 juillet 1913)[1]
  -  Grand officier de la Légion d'honneur (29 décembre 1910)
  -  Commandeur de la Légion d'honneur (29 décembre 1904)
  -  Officier de la Légion d'honneur (26 décembre 1894)
  -  Chevalier de la Légion d'honneur (24 juin 1871)

- Croix de guerre 1914–1918 avec palme
- Médaille commémorative de la guerre 1870–1871
- Chevalier de l'ordre impérial et militaire de Saint-Georges (Russie).
- médaille commémorative 1914-1918
- médaille interalliée dite de la Victoire ;
- médaille d'honneur de la Croix-Rouge française ;
- Ordre militaire de Virtuti Militari[14].

## Hommages
Une rue de la ville de Montréal porte son nom « Paul-Pau ».
Une rue du Général Pau existe dans sa ville natale de Montélimar et à Ingersheim dans le Haut-Rhin.